# The Dickies
A The Dickies amerikai punk rock/pop punk/comedy punk együttes. 1977-ben alakultak a kaliforniai San Fernando Valley-ben. A zenekarra nagy mértékben jellemző a humor.

## Diszkográfia
- The Incredible Shrinking Dickies (1979)
- Dawn of the Dickies (1979)
- Stukas Over Disneyland (1983)
- Second Coming (1989)
- Idjit Savant (1995)
- Dogs from the Hare That Bit Us (1998)
- All This and Puppet Stew (2001)

## Egyéb kiadványok
EP-k
- Killer Klowns From Outer Space (1988)

Koncert albumok
- Locked 'N' Loaded Live in London (1991)
- Still Got Live Even If You Don't Want It (1999)
- Live In London (2002)
- Dickies Go Bananas (2008)
- Live Destruction (2008)
- 1977: A Night That Will Live in Infamy (2014)
- Live When They Were Five: City Gardens 1982 (2014)
- Banana Splits (2016)
- Best of Live (2019)

Válogatáslemezek
- We Aren't the World (1986)
- Great Dictations (1989)
- Punk Singles Collection (2002)

Kislemezek
- "Paranoid" (1978)
- "Eve of Destruction" (1978)
- "Give It Back" (1978)
- "Silent Night" (1978)
- "Banana Splits (Tra La La Song)" (1979)
- "Nights in White Satin" (1979)
- "Manny, Moe And Jack" (1979)
- "Fan Mail" (1980)
- "Gigantor" (1980)
- "Dummy Up" (1989)
- "Just Say Yes" (1990)
- "Roadkill" (1993)
- "Make It So" (1994)
- "Pretty Ballerina" (1995)
- "My Pop the Cop" (1998)
- "Free Willy" (2001)
- "I Dig Go-Go Girls" (2019)